# ثور ماراثون

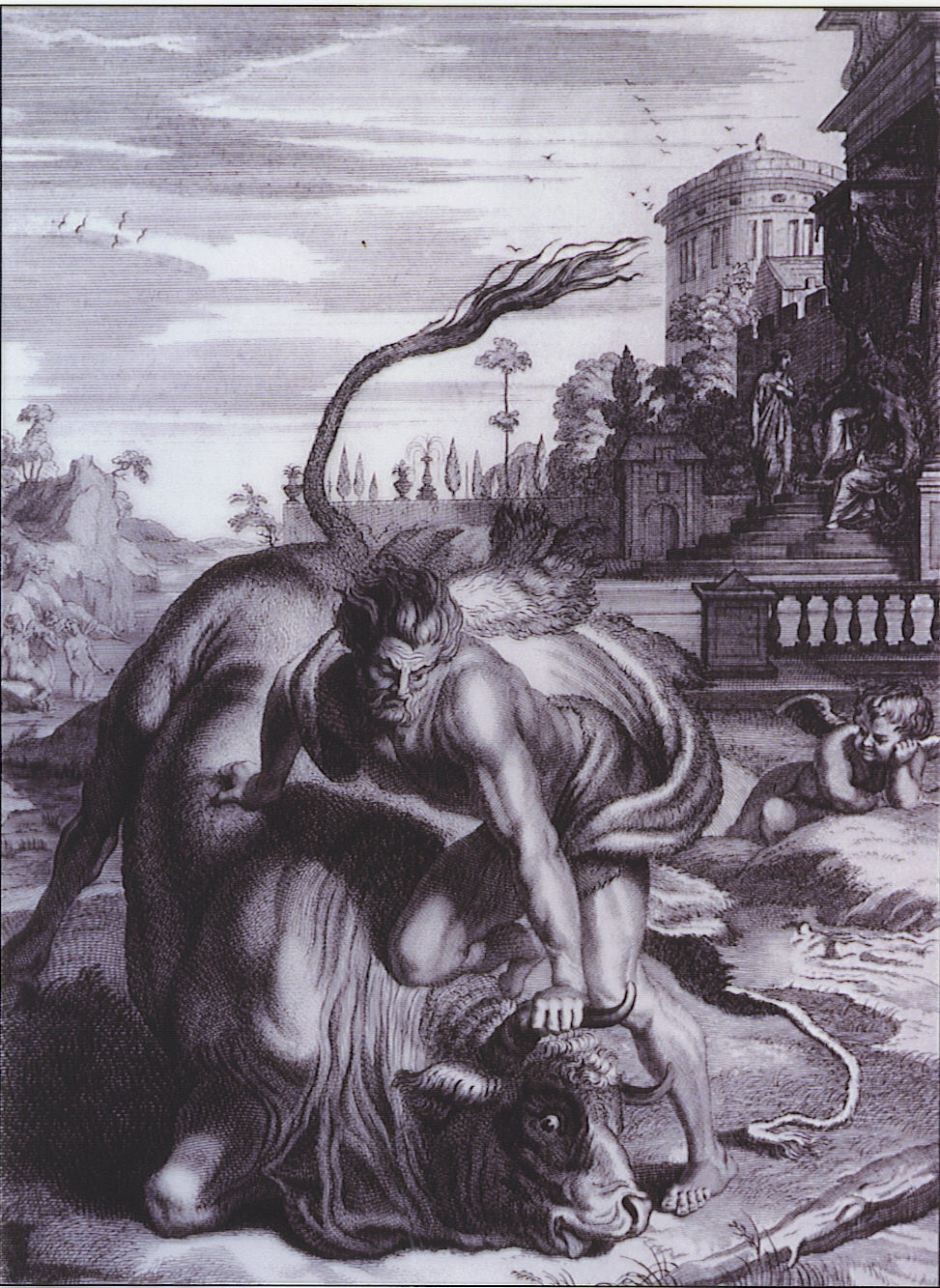
يقوم هرقل بأداء أحد أعماله بينما يجبر الثور الكريتي (الثور الماراثوني) على الأرض. تم إنشاء النقش بواسطة بي. بيكارت عام 1731.

الثور الماراثونيّ (بالإنجليزية: Marathonian Bull)‏ هو نفسه الثور الكريتي الذي أسره هرقل في مغامراته السابقة وأحضره من کريت إلى اليونان ثم أطلقه ليتجول في الريف، فراح الثور يعيث في الأرض فساداً، ويتلف جميع المناطق المجاورة. فأرسل أوجوس Aogeus ملك أثينة أندروجيوس مع فرقة لقتلة. غير أن الثور هو الذي قتل اندروجيوس، ففرض والده مینوس ملك کریت غرامة سنوية على الأثينيّين هي إرسال سبع من الشباب وسبع فتيات من أثينة إلى كريت لتغذية المينوتور، وفي النهاية يقتل ثسیوس الثور الماراثوني.